# Långtjärnen (Bollnäs socken, Hälsingland)
Långtjärnen är en sjö i Bollnäs kommun i Hälsingland och ingår i Testeboåns huvudavrinningsområde.